# آرامستان ارامنه اخته‌خانه
گورستان ارامنه اخته‌خانه مربوط به دوره قاجار است و در شهرستان سلماس، روستای اخته‌خانه واقع شده و این اثر در تاریخ ۲۳ بهمن ۱۳۸۰ با شمارهٔ ثبت ۴۷۸۶ به‌عنوان یکی از آثار ملی ایران به ثبت رسیده‌است.
این گورستان با وسعت ۸۰۰ مترمربع در یک کیلومتری روستای آخته خانهٔ شهرستان سلماس واقع شده‌است و قدمت آن به دورهٔ قاجاریه می‌رسد. در این قبرستان یک کلیسای تاریخی نیز وجود دارد که در فهرست آثار ملی به ثبت رسیده‌است. در محوطهٔ قبرستان سنگ قبرهایی از سنگ‌های سیاه آتشفشانی با نوشته‌هایی به خط ارمنی وجود دارد که تاریخ آنها اکثراً به اواخر قرن نوزدهم و اوایل قرن بیستم می‌رسد.